# Tina Križan
Tina Križan, slovenska tenisačica, * 18. marec 1974, Maribor.
Križanova je za Slovenijo nastopila na Poletnih olimpijskih igrah 1992, 2000 in 2004. Na igrah 1992 je nastopila v ženskih dvojicah s Karin Lušnic, na igrah 2000 in 2004 pa s Katarino Srebotnik.
Na lestvici je bila v dvojicah najvišje uvrščena leta 2002, ko je zasedala 19. mesto. Posamično je bila najvišje na lestvici WTA uvrščena na 95. mesto. Osvojila je 6 WTA in 10 ITF turnirjev v dvojicah ter se uvrstila v 16 final na WTA turnirjih v dvojicah. .
Za slovensko Fed cup reprezentanco je nastopila na rekordnih 46 srečanjih. 